# Isgrena
Isgrena is een plaats in de gemeente Uppsala in het landschap Uppland en de provincie Uppsala län in Zweden. De plaats heeft 61 inwoners (2005) en een oppervlakte van 8 hectare.